# Ismaïla Manga
Ismaïla Manga (Kamoya, 8 agosto 1957 – Dakar, 13 marzo 2015) è stato un artista senegalese.
La sua carriera artistica è stata consacrata con la partecipazione alla Biennale di Dakar del 1996.

## Biografia
Ismaila Manga trascorre la sua infanzia a Kamoya, un villaggio situato tra Sedhiou e Marsassoum. Dopo essersi laureato nel 1982 presso la Scuola d'arte di Dakar, nel 1988 si trasferisce a Montréal, dove trascorre tredici anni e ha modo di frequentare la Scuola Internazionale del Design prima di far ritorno in Africa. La sua carriera artistica viene consacrata con l'esposizione dei suoi lavori alla Biennale d'Arte Contemporanea di Dakar del 1996.
Vive al Village des Arts di Dakar e ha all'attivo numerose esposizioni tenutesi anche all'estero.

## Opere
L'arte di Ismaila Manga è centrata sulla mitologia, in particolare su quella del popolo senegalese, reinterpretando la storia della pittura.
Gli elementi iconografici delle sue opere si sovrappongono tra loro, e ciò che è messo in evidenza è l'aspetto simbolico delle sue opere, attraverso un senso di mistero reso con la raffigurazione di figure e spazi indefiniti.

## Filosofia di lavoro
L'artista sostiene che il suo lavoro è una ricerca dell'assoluto, di ciò che va oltre le apparenze, di una spiritualità universale al di là di qualsiasi confessione religiosa. 
Utilizza miti e simbologie perché ritiene che essi permettano di capire cosa è davvero essenziale all'essere umano.

## Mostre personali
2007
- Kamoya, Galerie L.S.Senghor, village des Arts de Dakar

2004
- Ambassade du Canada (DAK'ART)

2000
- Les chants de tolérance, Galerie L'Observatoire IV, Montréal, PQ, Canada
- Galerie de L'imagier Aylmer; Hull Ottawa, Canada

1999
- Le Cantique des cantiques, Artothèque de Montréal

1998
- Centre international d'art contemporain de Montréal (CIAC)

1995
- Galerie Stornaway, Montréal

1993
- Galerie Stornaway, Montréal

1987
- Galerie Nuestrasse, Saarbrücken, Allemagne

## Mostre collettive (selezione)
2006
- Semaine culturelle Sénégalaise à Paris

2003
- Salon National des Arts plastiques, Galerie Nationale

1999
- Shédiac, Moncton, Nouveau-Brunswick, Canada
- Symposium des Arts Plastiques, Havre-haubert Iles de la Madeleine, PQ Canada
- La quête de l'eau Biosphère de Montréal, Canada
- Afrique en fête Centre d'exposition l'Imagier Hull Ottawa, Canada
- Art et fétichisme, 1ére édition, Artothèque de Montréal
- BOREART, Granby, Canada
- Biennale de l'art contemporain Africain, DAK'ART
- UNESCO, Paris

1995
- Les salles du Gésu, Montréal
- Artothèque de Montréal

1992
- Art contemporain du Sénégal, Bonn

1991
- Centre d'Art Saydie Bronfman, Montréal

1990
- Art contemporain du Sénégal, Musée royal de Tervuren, Belgique
- Art contemporain du Sénégal, Arche de la fraternité, Paris

1989
- Mois de l'histoire des noirs, Centre d'Art Saydie Bronfman, Montréal
- Quatrième Salon d'Art Plastique de l'ANAPS, Musée de l'IFAN, Dakar

1988
- Troisième Salon d'Arts Plastiques de l'ANAPS, Galerie Nationale, Dakar
- Centre d'art de Baie Saint-Paul, PQ Canada

1987
- Art contemporain sénégalais, Stuttgart, Allemagne
- "Kunst auf dem Sénégal", Saarbrücken, Allemagne
- Art contre apartheid, deuxième salon d'Arts Plastiques de l'ANAPS, Musée Dynamique de Dakar
- Semaine culturelle sénégalaise, Kinshasa, RDC, ex Zaïre
- Expo 86, Vancouver, Canada

1985
- Premier Salon d'Arts Plastiques de l'ANAPS, Musée Dynamique de Dakar
- Semaine culturelle sénégalaise au Maroc, Rabat
- Galerie 88 Casablanca, Maroc

1984
- Centre culturel de Bopp Dakar
- Galerie 88 Casablanca, Maroc

1983
- Expressions nouvelles de la peinture sénégalaise, Lorient, France
- Rencontre artistes-public, « TENQ », Village des Arts, Dakar

1981
- Centre culturel Soviétique de Dakar